# Pałac w Przytoku
Pałac w Przytoku – zabytkowy pałac w Przytoku.
Obiekt jest częścią zespołu pałacowego z drugiej połowy XVIII w., przebudowanego w XIX w., w skład którego wchodzą jeszcze:
- brama wjazdowa
- czworak
- park[1].

## Dwór
Obok pałacu znajdował się dwór wybudowany przez Joachima von Stentsch w 1596 na planie litery „L”, który składał się z dłuższego korpusu i skrzydła bocznego. Główne wejście w korpusie umieszczone było centralnie w portalu wykonanym z piaskowca. Dwór został rozebrany w 1933. Portal z herbami we fryzie znajduje się obecnie w Muzeum Ziemi Lubuskiej.

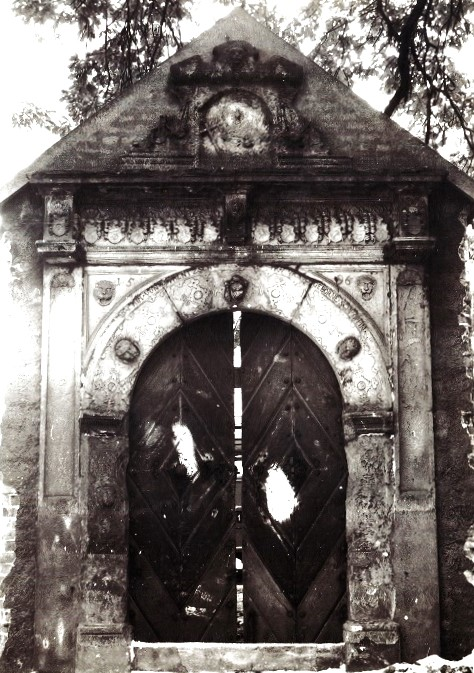
Portal z herbami